# Cryptops anomalans

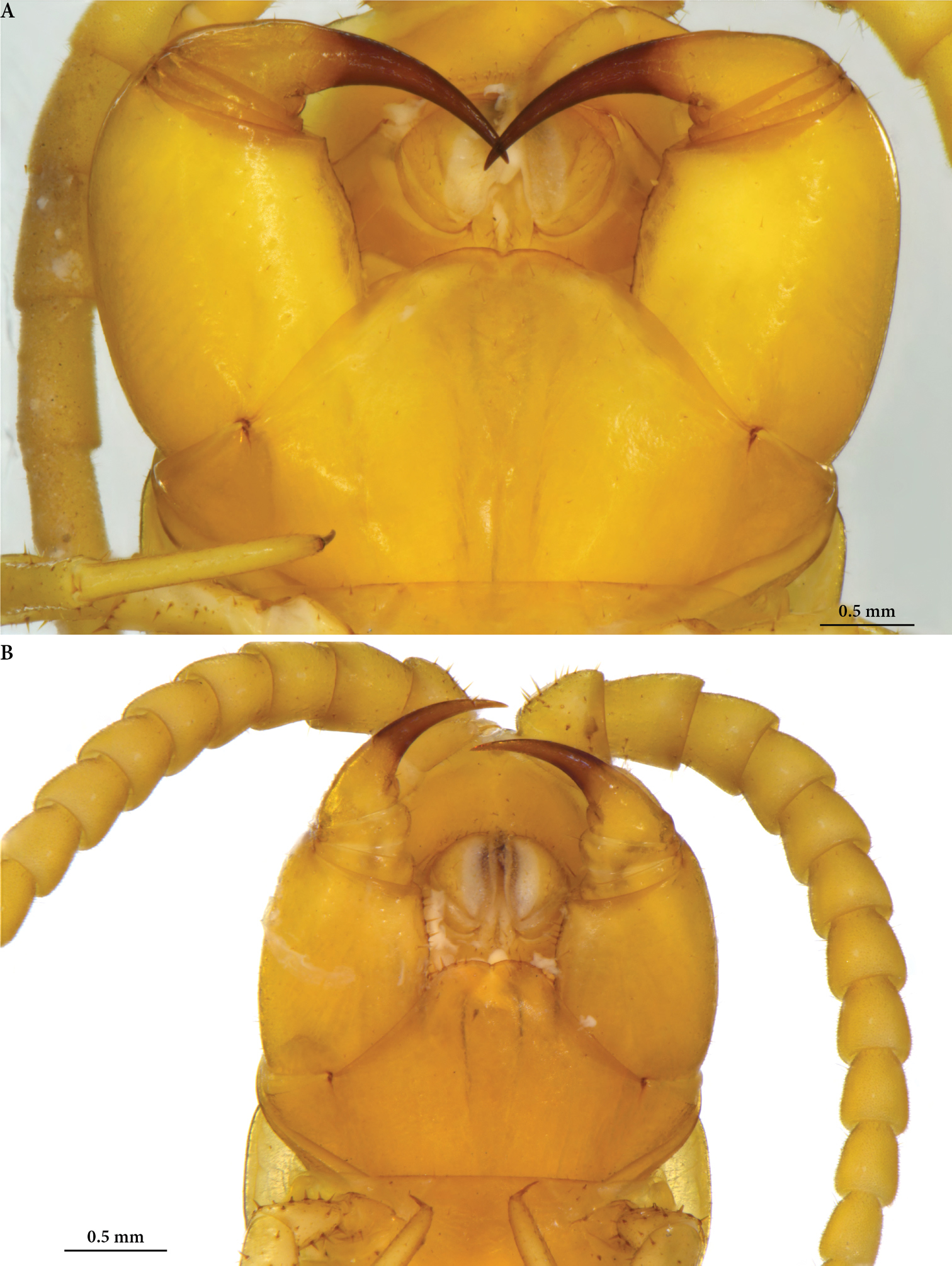
Kopfbereich von Cryptops anomalans von ventral betrachtet (untere Hälfte) im Vergleich zu Cryptops speleorex (oben).

Cryptops anomalans ist ein hauptsächlich in Europa verbreiteter Hundertfüßer aus der Gattung Cryptops. In Mitteleuropa ist er eine von vier Arten der Riesenläufer, die auch Skolopender (Scolopendromorpha) genannt werden.

## Merkmale
Mit einer Körperlänge von bis zu 50 Millimetern ist Cryptops anomalans einer der größten Vertreter der Gattung.
Cryptops anomalans zeigt auf dem Kopfschild zwei durchgängige parallele Nähte. Durch
die kreuzförmige Naht auf der ersten Rückenplatte (Tergit) kann die Art eindeutig bestimmt werden. Wie die anderen Arten der Riesenläufer besitzt auch Cryptops anomalans Giftdrüsen. Diese münden in große Giftklauen, die sich aus dem ersten Laufbeinpaar entwickelt haben und entsprechend als Maxillipeden bezeichnet werden. Darüber hinaus hat Cryptops anomalans 21 Laufbeinpaare. Die beiden Antennen bestehen aus je 17 Gliedern.
Cryptops anomalans kann mit den zwei anderen mitteleuropäischen Arten Cryptops hortensis und Cryptops parisi verwechselt werden. Dazu kommt noch die in der Höhle von Movile in Rumänien endemische Art Cryptops speleorex, die früher für Cryptops anomalans gehalten, aber 2020 als eigene Art beschrieben wurde.

## Verbreitung
Cryptops anomalans ist in ganz Mitteleuropa (außer Polen) verbreitet. Weitere Länder, in denen die Art vorkommt: Albanien, Belgien, Bosnien-Herzegowina, Bulgarien, Kroatien, Tschechische Republik, Frankreich, Großbritannien, Griechenland, Italien, Mazedonien, Montenegro, Niederlande, Serbien, Spanien, Türkei und Ukraine, außerdem in Nordafrika in den Staaten Algerien, Marokko und Tunesien. In Kanada wurde der Hundertfüßer in den Provinzen Ontario und Québec durch den Menschen eingeschleppt und hat sich als Neozoon durchgesetzt.
Die weite Verbreitung des ursprünglich aus dem Mittelmeergebiet stammenden Skolopenders scheint auf den Einfluss des Menschen zurückzuführen zu sein. Cryptops anomalans kommt nämlich in vielen Gebieten nur selten und punktuell vor, besonders in Städten, wo sie meist in der Nähe von Gewächshäusern, Gärten und Parks gefunden werden.

## Systematik und Taxonomie
Cryptops anomalans wurde 1844 am British Museum, heute Natural History Museum, von George Newport in seiner Zusammenstellung A list of the species of Myriapoda order Chilopoda contained in the cabinets of the British Museum with synoptic descriptions of forty-seven new species erstmals beschrieben.

### Synonyme
Cryptops anomalans wurde mehrfach beschrieben. Nach der Prioritätsregel ist jedoch der älteste wissenschaftliche Name gültig. Durch die mehrfache Beschreibung entstanden Synonyme, darunter:
- Cryptops breviunguis Costa, 1882
- Cryptops caucasicus Kessler, 1874
- Cryptops cultratus C. L. Koch, 1863

### Unterarten
Es wurde eine Reihe von Unterarten von Cryptops anomalans beschrieben, von denen drei noch heute als gültig angesehen werden:
- Cryptops anomalans anomalans Newport, 1844
- Cryptops anomalans hirsutus Folkmanova, 1958
- Cryptops anomalans schaessburgensis Verhoeff, 1931